# Камо (муниципалитет)
Камо (итал. Camo, пьем. Camo) — коммуна в Италии, располагается в регионе Пьемонт, в провинции Кунео.
Население составляет 216 человек (2008 г.), плотность населения составляет 72 чел./км². Занимает площадь 3 км². Почтовый индекс — 12050. Телефонный код — 0141.
Покровителем коммуны почитается святой апостол Пётр в веригах, празднование 1 августа.

## Демография
Динамика населения:

## Администрация коммуны
- Официальный сайт: